# Murnau am Staffelsee
Murnau am Staffelsee é um município alemão do distrito da Alta Baviera no entorno de Garmisch-Partenkirchen.